# Hüseyin Cinkara
Hüseyin Cinkara (* 13. Januar 1985 in Speyer) ist ein deutscher Boxer im Cruisergewicht.

## Amateurkarriere
Cinkara begann schon früh mit dem Boxen. Sein damaliger Klub war der 1. Box-Club Schifferstadt. Seinen größten Erfolg erzielte er 2006 bei den deutschen Meisterschaften, wo er den Favoriten René Krause schon in der 1. Runde k. o. schlug und sich die Bronzemedaille sicherte. Das Halbfinale, das er mit verletztem Daumen bestritt, verlor er unglücklich. Damals bekam er mehrere Angebote aus höheren Ligen. Bei BC Olympia Rhein-Neckar boxte er in der höchsten Liga in Deutschland, bis er sich verletzte und fast zwei Jahre pausieren musste. Auch nach seinem Comeback bestritt Cinkara jahrelang erfolgreiche Kämpfe in der Bundesliga. Gemeinsam mit Gottlieb Weiss vertrat er den BC Olympia in der 81-kg-Klasse.
Cinkara nahm auch erfolgreich an internationalen Vergleichsturnieren teil, u. a. gewann er die Silbermedaille beim Chemnitz Cup 2007.
Be einem seiner letzten Kämpfe im Amateurbereich vertrat er in Ludwigshafen die Südwestauswahl im Halbschwergewicht gegen Artur Schmidt, der im Kader der deutschen Nationalmannschaft stand. Seine Amateurlaufbahn beendete er mit der Bronzemedaille im Schwergewicht bei den Deutschen Meisterschaften 2017 in Straubing.

## Profikarriere
Seinen ersten Profikampf bestritt Cinkara am 18. Juni 2016 in Neuwied gegen Marko Martinjak (Kroatien) und gewann durch einen technischen K. o. Auch die weiteren Kämpfe in seinen beiden ersten Profijahren gewann er ungefährdet. Seinen ersten Titel bei den Profis holte Cinkara im Mai 2018 gegen den Belarussen Yuri Bykhauksou. In Trabzon besiegte er seinen Kontrahenten frühzeitig in der fünften Runde und wurde Internationaler Deutscher Meister.
Kurz daraufhin erlitt Cinkara einen familiären Schicksalsschlag. Nach einem tragischen Unfall im Oktober 2018 verlor er seinen Bruder und seine Nichte. Nach einer deshalb eingelegten einjährigen Pause aufgrund des Unfalls kehrte Cinkara in den Ring zurück. Cinkara trennte sich von Promoter Erol Ceylan und ging eine Partnerschaft mit dem Liechtensteiner PGP-Boxstall unter der Leitung von Pit Gleim sowie dem ehemaligen Sauerland-Coach Georg Bramowski ein. Der Neuanfang erfolgte im November 2019 mit einem Aufbaukampf in Istanbul.
Nach dem Sieg über Džemal Bošnjak aus Bosnien-Herzegowina im Februar 2020 wurde Cinkara von der WBA und später der IBF in ihre Ranglisten aufgenommen. Über die nächsten 14 Monate setzte Cinkara seine Siegesserie fort, darunter K.-o.-Siege gegen Erdogan Kadrija, Gusmyr Perdomo und Marek Prochazka. Die Krönung dieser Phase war der Gewinn des IBO Continental-Titels gegen Kadrija sowie des WBA International-Titels gegen Al Sands in Ludwigshafen im September 2022.
Trotz persönlicher Widrigkeiten, insbesondere der Erkrankung seines Vaters, setzte Cinkara im April 2023 seine Karriere fort. Er sicherte sich gegen den tschechischen Herausforderer Vaclav Pejsar den WBC Asian-Titel. Dieser Erfolg wurde jedoch von der Nachricht überschattet, dass sein Vater kurz darauf verstarb – ein dritter schwerwiegender Verlust innerhalb von fünf Jahren.
Im WBA-Ranking befindet Cinkara sich mit dem dritten Platz (Stand Mai 2024) in einer guten Position für einen WM-Kampf im Cruisergewicht. Auch im IBF-Ranking wurde er hoch eingestuft und für einen „Final-Eliminator“-Kampf nominiert. In diesem trat er im April 2024 in Nürnberg gegen den Deutsch-Kosovaren Armend Xhoxhaj an und besiegte diesen in der zweiten Runde durch K. o. Damit ist Cinkara nun der offizielle Herausforderer des Weltmeisters Jai Opetaia.

## Sonstiges
In dem im Dezember 2020 ausgestrahlten Tatortkrimi Unter Wölfen spielt Cinkara in einer kleinen Nebenrolle einen Boxtrainer.